# Джулинская сельская община
Джулинская сельская община (укр. Джулинська сільська територіальна громада) - территориальная община на Украине, в Гайсинском районе Винницкой области. Административный центр — село Джулинка.
Площадь — 126,01 км², население — 5395 (2018).

## История
Образована 12 июня 2020 года указом Кабинета министров Украины путем объединения Джулинского, Дьяковского, Мякоходского, Серебрийского, Серединского, Ставковского, Терновского, Тырловского, Чернятского, Шляховского сельских советов Бершадского района.

## Населенные пункты
В состав общины входят 16 сел: Березовка, Березки -Бершадские, Джулинка, Дяковка, Заветное, Кавкулы, Мягкоход, Серебрия, Серединка, Ставки, Теофиловка, Терновка, Тырловка, Хмаровка, Чернятка.